# Fabrizio Settembrini
Fabrizio Settembrini (Imola, 24 giugno 1967) è un ex ciclista su strada italiano, professionista dal 1991 al 1997. Ottenne un'unica vittoria fra i professionisti e colse alcuni piazzamenti, fra cui il quarto posto al Giro di Romagna 1996 e il settimo al Gran Premio Bruno Beghelli 1997.

## Palmarès
- 1993 (Navigare-Blue Storm, una vittoria)

7ª tappa Settimana Ciclistica Lombarda

## Piazzamenti

### Grandi Giri
- Giro d'Italia

1991: 95º
1992: 59º
1994: ritirato (14ª tappa)
- Vuelta a España

1993: 98º
1994: ritirato

### Classiche monumento
- Giro di Lombardia

1995: 38º